# Atlanti vészmadár
Az atlanti vészmadár, más néven feketecsőrű vészmadár (Puffinus puffinus) a madarak (Aves) osztályának a viharmadár-alakúak (Procellariiformes) rendjébe, ezen belül a viharmadárfélék (Procellariidae) családjába tartozó faj.

## Rendszertani besorolása és rokonsága
A Puffinus madárnemen belül, a kisebb méretű fajok csoportjába tartozik. Manapság több önállófajként elismert madarat, korábban az atlanti vészmadár alfajaként tartották számon; ezek a következők: bukdosó vészmadár (Puffinus yelkouan), baleári vészmadár (Puffinus mauretanicus), Hutton-vészmadár (Puffinus huttoni), Puffinus opisthomelas, Puffinus gavia, Townsend-vészmadár (Puffinus auricularis) és Puffinus newelli. E korábbi alfajainak vélt madarak közül, a szóban forgó madárnak a legközelebbi rokonai a Puffinus newelli és a Townsend-vészmadár.
A kövületek vizsgálata szerint az atlanti vészmadárnak legalább három fosszilis, közeli rokona van: a Puffinus olsoni, a Puffinus holeae és a Puffinus spelaeus. A Kanári-szigeteken felfedezett P. olsoni nevű fosszilis madárból sikerült DNS-mintát kinyerni; ennek vizsgálata azt mutatta, hogy két faj testvértaxon, habár a fosszilis faj jóval kisebb méretű volt, mint a mai madár.

## Előfordulása
A Brit-szigeteken és egyes Atlanti-óceáni és Földközi-tengeri szigeteken, Új-Zéland előtt és Kalifornia partjain költ. A költési időn kívül nagy területen elszóródva fordul elő az Atlanti-óceán déli részén és valószínűleg az észak-atlanti és a csendes-óceáni térségben is.

## Megjelenése
Az atlanti vészmadár hossza 30–38 centiméter, szárnyfesztávolsága 76–89 centiméter, a testtömeg a felnőtteknél 375–545 gramm közötti, míg a fiatal madarak elérhetik a 645 grammot is. Tollazata hátán fekete, hasán pedig fehér.

## Életmódja
Költöző madár, de párokat alkot, amelyek együtt maradnak életük végéig. Apró halakkal, tintahalakkal és rákokkal táplálkozik. Az atlanti vészmadár 10 évet él.

## Szaporodása
5–6 évesen válik ivaréretté. A fészek egy üreg mélyén helyezkedik el. A költési időszak májustól szeptemberig tart, évente csak egyszer költ, egy fehér tojást tojik, melyen 47–63 napig kotlik. A fiatal vészmadarak 62–76 nap után válnak röpképessé.

## Képek

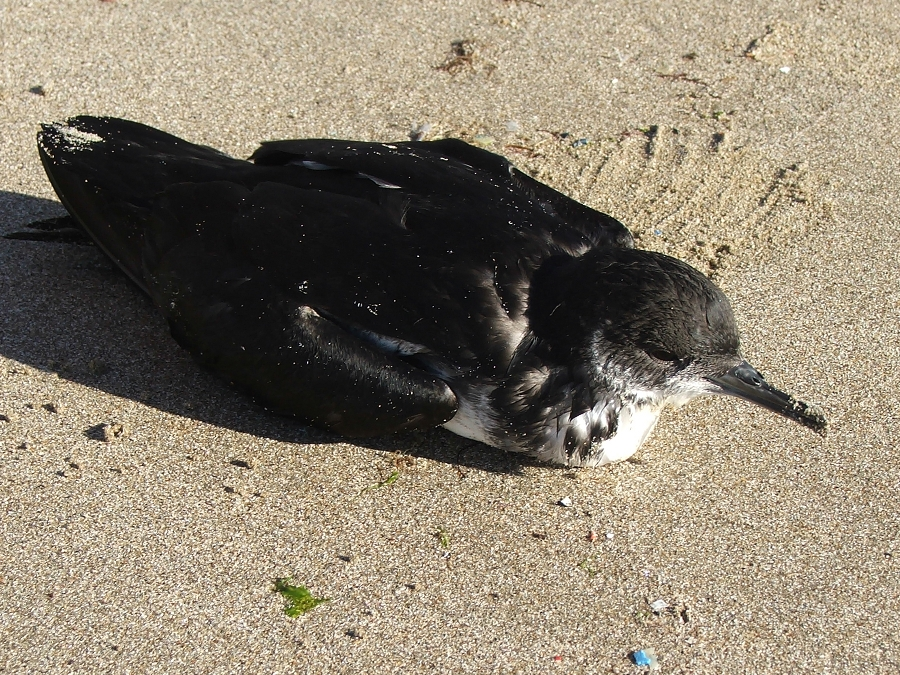
A madár
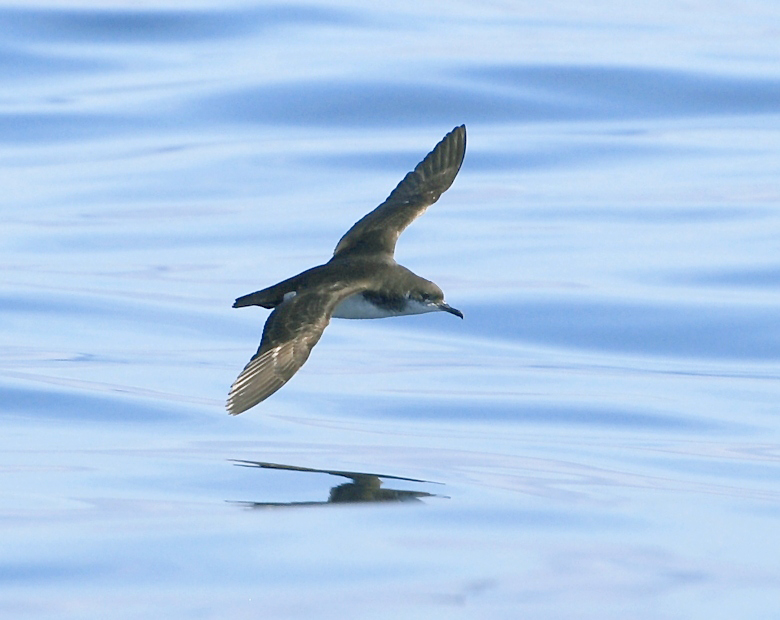
repülés
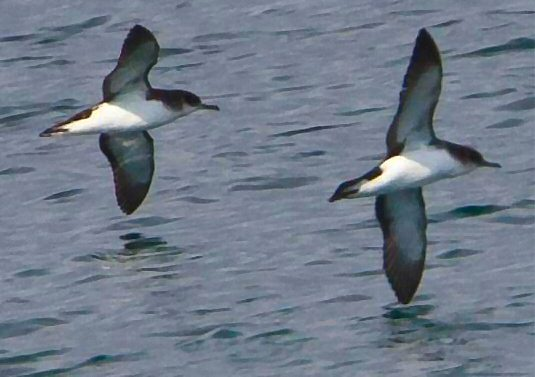
közben
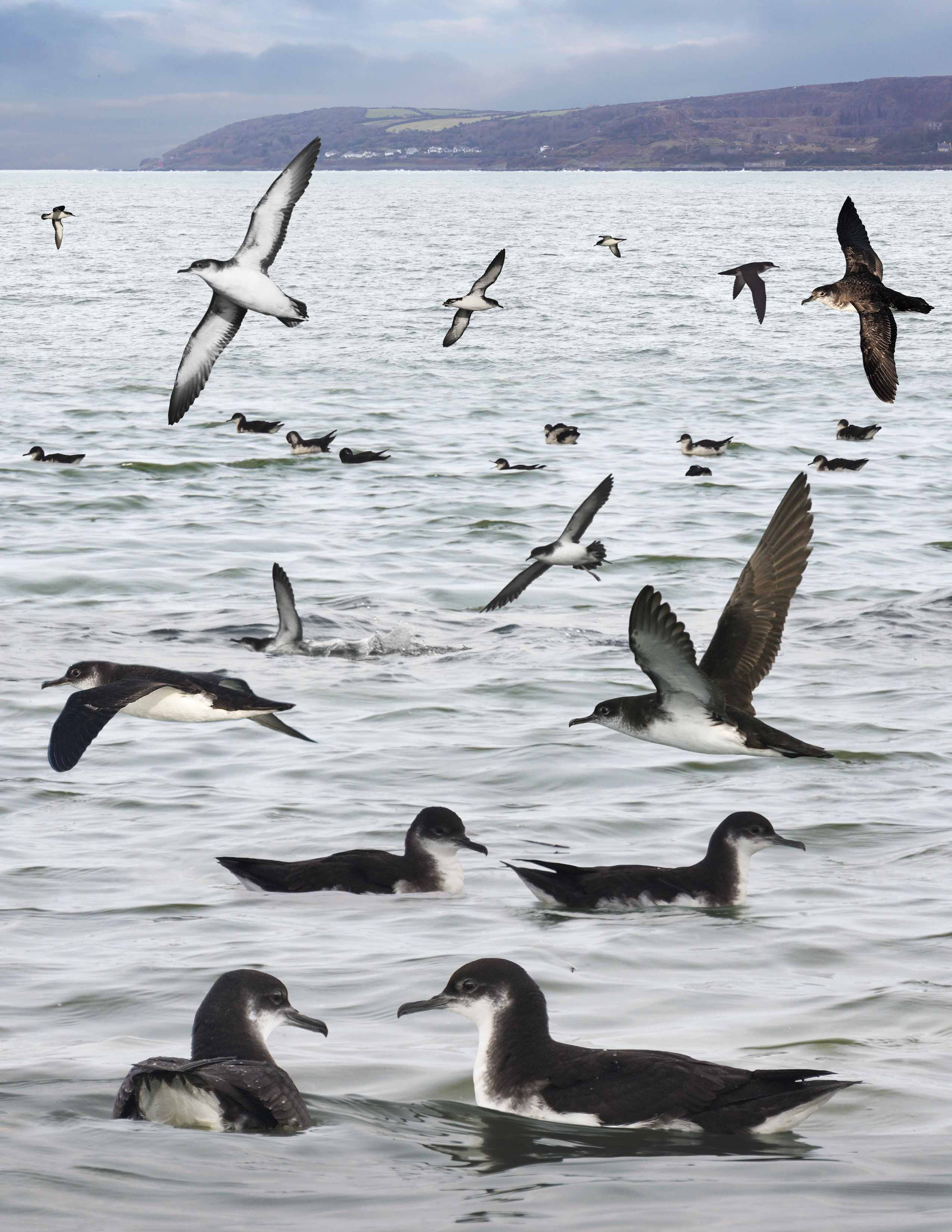
Csapatban is halászhat
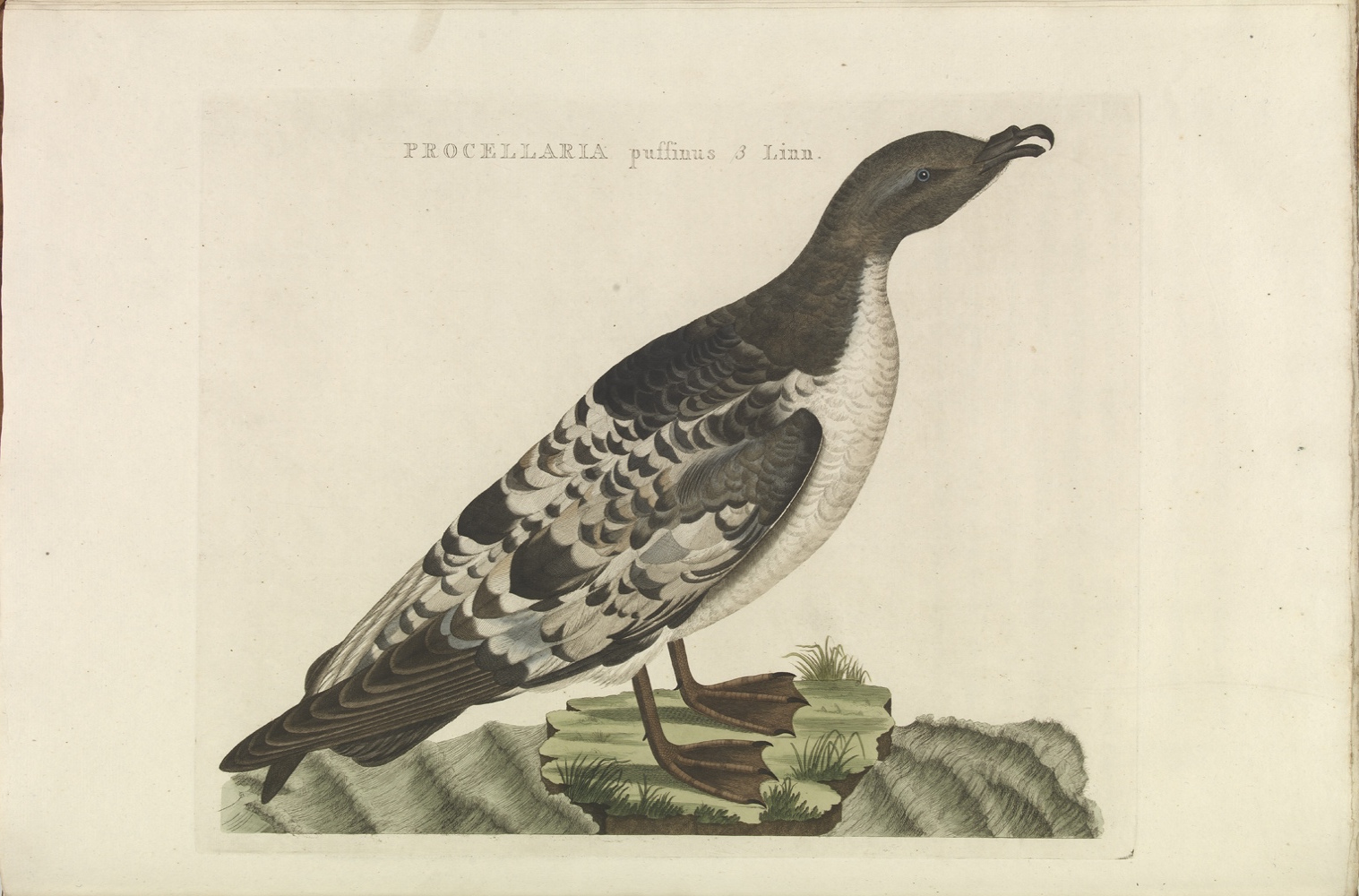
Régi rajz a vészmadárról
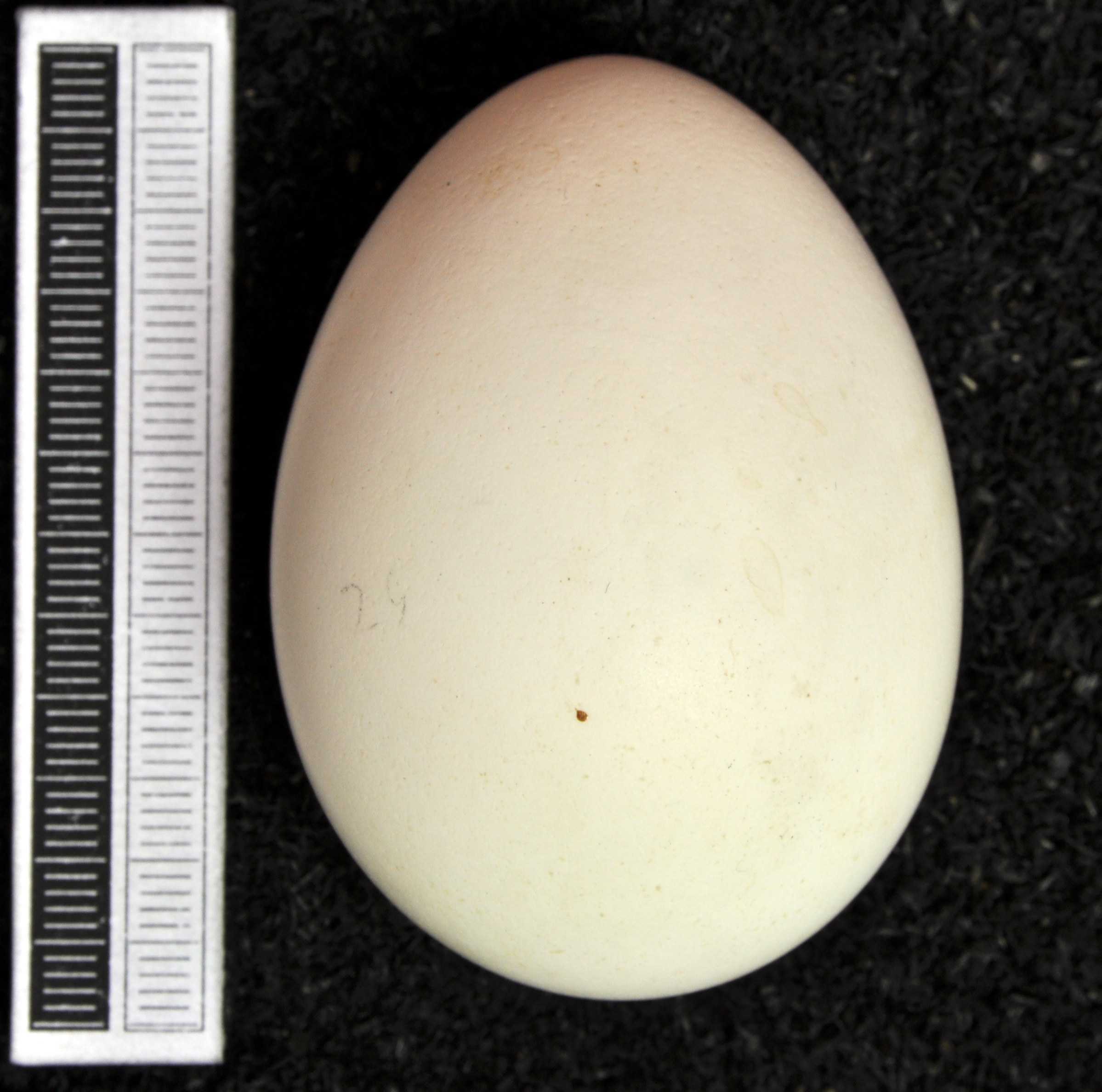
A tojása
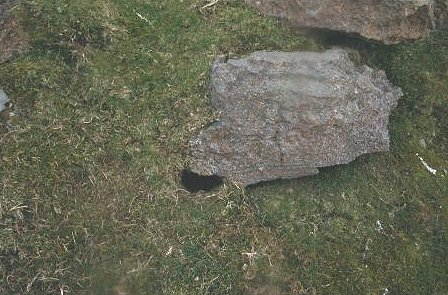
Az üregének bejárata
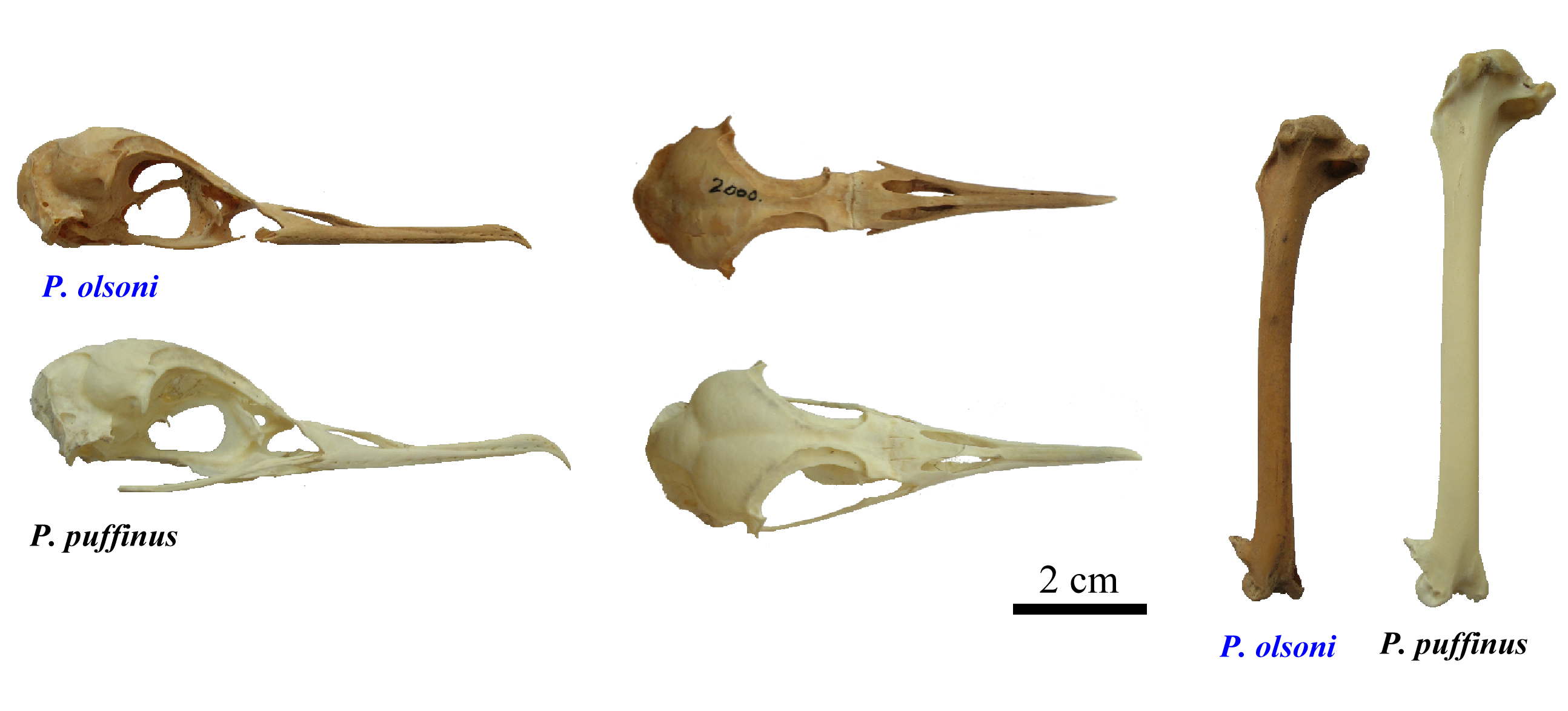
A P. puffinus és a P olsoni csontjainak az összehasonlítása

### Fordítás
- Ez a szócikk részben vagy egészben  a   Manx shearwater című angol Wikipédia-szócikk ezen változatának fordításán alapul.  Az eredeti cikk szerkesztőit annak laptörténete sorolja fel. Ez a jelzés csupán a megfogalmazás eredetét és a szerzői jogokat jelzi, nem szolgál a cikkben szereplő információk forrásmegjelöléseként.